# リン・コンウェイ
リン・コンウェイ（英語: Lynn Conway、1938年 - 2024年6月9日）は、アメリカの計算機科学者であり発明家。カーバー・ミードと共同で行ったVLSI設計の自動化の研究でよく知られており、EDA産業の基盤を作った。コンウェイは1960年代にIBMで働き、今日アウト・オブ・オーダー実行として知られる技法の基礎となる動的命令制御法を発明した。

## 経歴
コンウェイは1955年にMITに入学し、その後コロンビア大学の技術応用科学部に編入し1963年に工学修士号を取得した。1964年にはIBMに入社するが1968年にIBMから解雇された。理由は、コンウェイが性別移行するつもりであることを会社側に告げたためである。コンウェイは1950年代末にも医療的な性別移行を試みたが、医療技術が未熟であったために失敗している。男性として生活している期間に、コンウェイは女性と結婚し、2人の子供も儲けた。その後彼女はハリー・ベンジャミン（en: Harry Benjamin）の診断を受けて本格的な性別適合手術を受け、性別移行を完了させた。
IBMでの職を失い、子供との面会を禁じられ、コンウェイは女性プログラマとして人生をやり直すこととなった。1973年、パロアルト研究所で働くようになり、ここでカーバー・ミードと共にVLSIの設計について研究し、有名な著書『超LSIシステム入門』（Introduction to VLSI Systems）を出版した。これは集積回路の技術発展に多大な貢献をしたが、コンウェイが性別移行者であり長年にわたって隠遁に近い生活を余儀なくされたため、1999年になるまでその実績も闇に隠されていた。
1980年代初め、コンウェイはDARPAで働いた。その間彼女は現在の自律システムを含むインターネットの基礎となる研究もおこなった。その後、1985年、IEEEフェローに選出、ミシガン大学の教授となった。1989年、全米技術アカデミーに選ばれた。　1998年にミシガン大学を引退し、同大学の名誉教授となった。
1998年12月の引退後、オープンなトランスジェンダー女性として生きていくことを決めた。1999年、IBMでの話が公にされ、以来コンウェイは性別移行を望む人々の代弁者として活動している。特にレイ・ブランシャール（en: Ray Blanchard）のオートガイネフィリアやトランスジェンダーを同性愛と結びつけ性的倒錯とみなす考えに厳しい批判を行った。そしてモロッコ在住のフランス人形成外科医ジョルジュ・ビュルー(en: Georges Burou)やジョンズ・ホプキンズ大学での翻転法の造膣術を中心とした性別適合手術の詳細を紹介した論文や顔の女性化の形成手術について紹介した論文を執筆した。（性別適合手術の項目の外部リンクを参照）そして今日に至るまでをMtF中心に世界の性別移行の当事者を支援し、とりわけ米国のトランス女性の地位向上にも多大な貢献をした。
2002年、コンウェイは1988年から交際していた男性と結婚した。
2012年に、IEEEはVLSIを始めとしたコンウェイが残した研究実績についての文書を公表した。
2020年11月、IBMは52年前のコンウェイの解雇について正式に謝罪を行った。
2024年6月9日、心臓の問題によりミシガン州ジャクソンの自宅で死去。85歳没。

## 著作
- 『超LSIシステム入門』（1981年）カーバー・ミード との共著、菅野卓雄・榊裕之監訳  培風館